# Шанкарагана II
Шанкарагана II (д/н — 910) — 2-й магараджа держави Чеді й Дагали у 890—910 роках.

## Життєпис
Походив з раджпутського клану Калачура. Старший син Коккали I. Спадкував трон 890 року. Відомостей про нього недостатньо. Відомий також як Мугдхатунга-Прасіддхадгавала, можливо є тронне ім'я або почесний титул.
Спочатку завдав поразки Джанмеджаї I, раджі династії Сомавамші (в сучасній Одіші), відібравши в тому Південну Кошалу, де поставив намісником свого брата. Потім з перемінним успіхом діяв спільно з Крішною II, правителем Раштракутів, проти Східних Чалук'їв. Водночас продовжуючи політику свого попередника видав заміж за Крішну III двох своїх доньок Лакшмідеві та Говіндамбу.
Помер 910 року. Йому спадкував старший син Балахарша.